# Jonathan Tropper
Œuvres principales
- Perte et Fracas
- Banshee

Jonathan Tropper, né le 19 février 1970 à New York dans le Bronx (quartier de Riverdale), est un écrivain, scénariste et producteur américain.

## Biographie
Son premier roman, Plan B, est paru aux États-Unis en 2001. Il a écrit par la suite Le Livre de Joe, Tout peut arriver, Perte et Fracas et C'est ici que l'on se quitte. Il est le co-créateur (avec l'écrivain David Schickler), le producteur et le scénariste de la série télévisée Banshee. Il vit aujourd'hui à New Rochelle.
Il est marié avec Elizabeth Parker et ils ont trois enfants. Le couple habite à Westchester (New-York).

## Œuvres
- (en) Plan B, 2000
- Le Livre de Joe, Fleuve noir, 2005 ((en) The Book of Joe, 2004)
- Tout peut arriver, Fleuve noir, 2007 ((en) Everything Changes, 2005)
- Perte et Fracas, Fleuve noir, 2007 ((en) How to Talk to a Widower, 2007)
- C'est ici que l'on se quitte, Fleuve noir, 2009 ((en) This Is Where I Leave You, 2009)
- Une dernière chose avant de partir, Fleuve noir, 2013 ((en) One Last Thing Before I Go, 2012)

## Filmographie
Sauf indication contraire, les informations mentionnées dans cette section peuvent être confirmées par la base de données cinématographiques IMDb,  présente dans la section « Liens externes ».

### Cinéma
- 2014 : C'est ici que l'on se quitte (This Is Where I Leave You) de Shawn Levy (scénariste et producteur délégué)
- 2017 : Kodachrome de Mark Raso (scénariste et producteur)
- 2018 : Mon âme sœur (Irreplaceable You) de Stephanie Laing (producteur)
- 2022 : Adam à travers le temps (The Adam Project) de Shawn Levy (scénariste)

### Télévision
- 2013-2016 : Banshee (série TV) (producteur, créateur, scénariste)
- 2013-2014 : Banshee Origins (web-série) (producteur, créateur)
- 2016 : Vinyl (série TV) (scénariste - 1 épisode)
- depuis 2019 : Warrior (série TV)
- depuis 2019 : See (série TV) (producteur, showrunner, scénariste)